# Конти-Вельґі
Конти-Вельґі (пол. Kąty-Wielgi) — село в Польщі, у гміні Страхувка Воломінського повіту Мазовецького воєводства.
Населення — 163 особи (2011).
У 1975-1998 роках село належало до Седлецького воєводства.

## Демографія
Демографічна структура станом на 31 березня 2011 року:
|          | Загалом | Допрацездатний вік | Працездатний вік | Постпрацездатний вік |
| -------- | ------- | ------------------ | ---------------- | -------------------- |
| Чоловіки | 88      | 10                 | 58               | 20                   |
| Жінки    | 75      | 17                 | 27               | 31                   |
| Разом    | 163     | 27                 | 85               | 51                   |